# Huperzia picardae
Huperzia picardae là một loài thực vật có mạch trong Họ Thạch tùng. Loài này được (H. Christ ex Krug) Holub mô tả khoa học đầu tiên năm 1985.